# Radiodifusión Argentina al Exterior
Radiodifusión Argentina al Exterior o RAE è la radio nazionale argentina a diffusione internazionale. Trasmette su onde corte e su internet (in spagnolo, tedesco, francese, inglese, italiano, portoghese, cinese e giapponese).

## Storia
La RAE è stata fondata come "Servizio Internazionale della Repubblica Argentina" (SIRA) l'11 aprile 1949 dal Presidente Juan Perón e trasmetteva per 24 ore al giorno in sette lingue.
Dopo il colpo di stato del settembre 1955 che rimosse Perón la SIRA fu smantellata. La stazione riprese a trasmettere il 12 febbraio 1958 con il nuovo nome di "Radiodifusión Argentina al Exterior" traducibile come "Radiodiffusione Argentina all'Estero". La RAE fa parte della Radio Nacional Argentina.
Il trasmettitore si trova nella città di General Pacheco nella provincia di Buenos Aires e può teoricamente funzionare fino a 100 kilowatt, ma viene utilizzato solo con potenza di trasmissione ridotta a causa della sua età. La struttura è stata costruita nei primi anni '50. La qualità audio delle trasmissioni è corrispondentemente scarsa. Una modernizzazione avrebbe dovuto avvenire da maggio 2012, ma non è stato ancora possibile attuare per motivi finanziari. 
Le trasmissioni venivano irradiate prima che l'impianto venisse spento per guasto.

## Presente
I programmi della RAE si focalizzano sulle notizie argentine, sulla cultura, geografia e storia e su altri argomenti. La musica trasmessa dalla RAE comprende tutti i generi della musica argentina dal folklore al tango e al rock argentino.
La RAE ha programmi nelle seguenti lingue: spagnolo, tedesco, francese, inglese, italiano, portoghese, cinese e giapponese.
La RAE trasmette anche alcuni programmi della Radio Nazionale, in modo che gli argentini nel mondo possano tenersi in contatto con il loro paese. Ad esempio il "Panorama Nacional de Noticias" (notizie) e le partite di calcio.
La trasmissione in lingua italiana va in onda dal lunedì al venerdì dalle 12.00 alle 13.00 UTC a destinazione Europa sulla frequenza di 15770 kHz ed è disponibile anche sul sito Internet dell'emittente nella medesima fascia oraria.
Con un servizio limitato dalla pandemia e dall'utilizzo di un impianto lontanissimo dal proprio Paese, la Radio Argentina al Exterior ha dimostrato grande capacità di resistenza dall'inizio della pandemia. Lo si è ben compreso dalle parole di Marcelo Ayala durante la assemblea della Comunità radiotelevisiva italofona a Roma, in collegamento da Buenos Aires.
Il sito della radio internazionale argentina e delle consorelle nazionali nell'estate 2025 è stato totalmente rinnovato con una raccolta numerosa dei programmi in italiano.